# Motschulagraben
Motschulagraben este o arie protejată (sit de importanță comunitară — SCI) din Austria întinsă pe o suprafață de 38,9 ha, integral pe uscat.

## Localizare
Centrul sitului Motschulagraben este situat la coordonatele 46°38′13″N 14°54′12″E / 46.6369°N 14.9032°E.

## Înființare
Situl Motschulagraben a fost declarat sit de importanță comunitară în decembrie 2015 pentru a proteja 4 specii de animale.

## Biodiversitate
Situată în ecoregiunea alpină, aria protejată nu include niciun habitat protejat.
La baza desemnării sitului se află mai multe specii protejate de  nevertebrate (4): carabus variolosus nodulosus (Carabus (variolosus) nodulosus), fluturele flitirar (Euphydryas maturna), rădașcă (Lucanus cervus), fluturele purpuriu (Lycaena dispar).